# Athysanus araucanus
Athysanus araucanus är en insektsart som beskrevs av Berg 1881. Athysanus araucanus ingår i släktet Athysanus och familjen dvärgstritar. Inga underarter finns listade i Catalogue of Life.